# Škoda 7Ev
Škoda 7Ev — електропоїзд, вироблений компанією Škoda Transportation. 
Потяг був розроблений на замовлення České dráhy у 2011 році 
.
Було розроблено декілька варіантів потягу, від 2-вагонного до 5-вагонного. 

У середині 2022 року загалом 270 потягів Škoda 7Ev або її варіацій знаходяться в експлуатації та у виробництві.

## Оператори

### České dráhy

#### RegioPanter
У 2011 році České dráhy замовили 3 різні варіанти поїздів. 
Перше замовлення складалося з 12 одиниць класу 440 (3 вагони, 241 місце), 3 одиниць класу 640 (3 вагони, 241 місце) і 4 одиниць класу 650. (2 вагони, 147 місць).
Перші п'ять одиниць надійшли до роботи у вересні 2012 року. 
Потім було отримано ще кілька замовлень. 
Зараз Škoda Transportation виробляє ще 50 одиниць покращеного класу 650 з маркуванням 650.2, а також 60 одиниць класу 640.2. 

У Чехії ці потяги позначають як RegioPanter.
Усі 440 одиниць класу у 2021-2022 роках модернізовано до мультисистемного класу 640.1 за рахунок поступового переходу на систему тяги змінного струму. 

У 2020 році один вагон класу 650 був випробуваний на залізниці Табор-Бехіне . 
Причиною була перевірка сумісності з малими радіусами дуг через можливе майбутнє розгортання на цій залізниці. 

#### InterPanter
У 2015-16 роках було побудовано 14 одиниць Škoda 10Ev для ліній швидкісних поїздів, які використовуються на маршрутах Брно – Прага та Брно – Бржецлав – Оломоуц. 
 
České dráhy використовує бренд InterPanter для цих потягів. 
У блоках «InterPanter» менше дверей, більше місця для багажу та велосипедів, а також автомат із закусками.

### Železničná spoločnosť Slovensko
У 2018 році Škoda Transportation у консорціумі з ŽOS Trnava виграла контракт із Železničná spoločnosť Slovensko на постачання 8 потягів із 3 вагонів та 2 потягів 4 вагонних та двосистемних. 
Контракт включав опцію на додаткові 5 потягів з 3 вагонів і 10 потягів з 4 вагонів. 

Перший потяг введено в експлуатацію 1 грудня 2020 року на лінії Жиліна–Чадка–Звардонь. 

«Železničná spoločnosť Slovensko» замовила в серпні 2021 року у «Škoda Transportation» ще дев’ять поїздів для регіону Кошице. 
Також є можливість придбати 11 додаткових поїздів. EMU надійде на замовника в 2023 році 
.

### Pasažieru vilciens
«Škoda Transportation» виграла тендер «Pasažieru vilciens» на постачання 32 електромотрис для приміських ліній Риги. 

Потяги на 436 місць (4 вагони), російська колія, широкий кузов, двосистемне обладнання (3 кВ постійного струму та 25 кВ змінного струму) і максимальна швидкість до 160 км/год будуть доставлені в 2022–2023 роках.

### Південноморавський край
У 2019 році Південноморавський край у Чехії вибрав «Škoda Transportation» як постачальника 37 електропотяги для приміського транспорту Брно. 

Замовлено 31 чотиривагонні потяги відділення на 333 місця та 6 двовагонних потягів на 146 місць. 
Потяги будуть у власності області та здаватимуться в оренду перевізникам. 
Потяги мають назву «Moravia» на честь найпершого локомотива, який прибув до Брно в 1838 році. 

### Елрон
У жовтні 2020 року естонський державний залізничний оператор Elron оголосив про замовлення шести електропотягів з можливістю замовлення ще 10, тобто 16 потягів. 
Потяги будуть введені в експлуатацію у другій половині 2024 року і працюватимуть переважно на лінії Таллінн-Тарту. 
 
Вони курсуватимуть поруч із 38 потягами Stadler FLIRT.

## Скасовані контракти

### National Express Holding
У 2015 році «Škoda Transportation» виграла тендер National Express Holding виграла 12-річний контракт на експлуатацію послуг міської залізниці Нюрнберга з грудня 2018 року. Його пропозиція включала 38 п'ятивагонних поїздів 7Ev, що належать лізинговій компанії. 
 
Загальна вартість контракту перевищила б 380 мільйонів євро . 

Однак у 2016 році National Express відмовився від тендеру, і замовлення було скасовано. 

## Деталі парку
| Країна     | Власник                         | Клас        | Фото | Тип  | Торгова марка | Кількість побудовано | Місткість | Електричні системи     | Виробництво     |
| ---------- | ------------------------------- | ----------- | ---- | ---- | ------------- | -------------------- | --- | ---------------------- | --------------- |
| Чехія      | České dráhy                     | 440 (640.1) |      | 7Ev  | RegioPanter   | 12 (4)               | 241 місць (3-вагонний потяг) | 3 kV DC 25 kV 50 Hz AC | 2012–2014       |
| Чехія      | České dráhy                     | 640         |      | 7Ev  | RegioPanter   | 8                    | 241 місць (3-вагонний потяг) | 3 kV DC 25 kV 50 Hz AC | 2012–2014       |
| Чехія      | České dráhy                     | 640.2       |      | 20Ev | RegioPanter   | 60 у виробництві     | 240 місць (3-вагонний потяг) | 3 kV DC 25 kV 50 Hz AC | 2022–2024       |
| Чехія      | České dráhy                     | 650         |      | 7Ev  | RegioPanter   | 17                   | 147 місць (2-вагонний потяг) | 3 kV DC 25 kV 50 Hz AC | 2012–2018       |
| Чехія      | České dráhy                     | 650.2       |      | 15Ev | RegioPanter   | 25 25 у виробництві  | 140 місць (2-вагонний потяг) | 3 kV DC 25 kV 50 Hz AC | 2020–2024       |
| Чехія      | České dráhy                     | 660.0       |      | 10Ev | InterPanter   | 4                    | 200 місць (3-вагонний потяг) | 3 kV DC 25 kV 50 Hz AC | 2015–2016       |
| Чехія      | České dráhy                     | 660.1       |      | 10Ev | InterPanter   | 10                   | 350 місць (5-вагонний потяг) | 3 kV DC 25 kV 50 Hz AC | 2015–2016       |
| Чехія      | Південноморавський край         | 550         |      | 19Ev | Моравія       | 6 у виробництві      | 146 місць (2-вагонний потяг) | 25 kV 50 Hz AC         | 2022            |
| Чехія      | Південноморавський край         | 530         |      | 18Ev | Моравія       | 31 у виробництві     | 333 місць (4-вагонний потяг) | 25 kV 50 Hz AC         | 2022            |
| Словаччина | Železničná spoločnosť Slovensko | 660         |      | 14Ev | Panter        | 12 (9 у виробництві) | 343 місць (4-вагонний потяг) | 3 kV DC 25 kV 50 Hz AC | 2020–2021, 2023 |
| Словаччина | Železničná spoločnosť Slovensko | 661         |      | 14Ev | Panter        | 13                   | 247 місць (3-вагонний потяг) | 3 kV DC 25 kV 50 Hz AC | 2020–2021       |
| Латвія     | Pasažieru vilciens              | EV          |      | 16Ev |               | 32 у виробництві     | 400 місць (4-вагонний потяг) | 3 kV DC 25 kV 50 Hz AC | 2022–2023       |
| Естонія    | Elron                           |             |      | 21Ev | InterPanter   | 16 замовлено         | 270 місць, у тому числі 48 місць першого класу. Потяги також мають додаткові сидіння, які знімаються протягом влітку, щоб розмістити більше велосипедів. (3-вагонний потяг) | 3 kV DC 25 kV 50 Hz AC | 2024–2027       |